# Cavalcavento
Cavalcavento (Weatherlight in inglese) è un'espansione del gioco di carte collezionabili Magic: l'Adunanza, edito da Wizards of the Coast. In vendita in tutto il mondo dal 9 giugno 1997, è il terzo set di tre del blocco di Mirage, che comprende anche Mirage e Visioni.

## Caratteristiche

Il simbolo dell'espansione

Cavalcavento è composta da 167 carte, stampate a bordo nero, così ripartite:
- per colore: 29 bianche, 29 blu, 29 nere, 29 rosse, 29 verdi, 18 incolori, 4 terre.
- per rarità: 62 comuni, 55 non comuni e 50 rare.

Il simbolo dell'espansione è il tomo di Thran (un libro aperto), e si presenta in bianco e nero indipendente dalla rarità delle carte.
Il set è disponibile in bustine da 15 carte casuali.
Cavalcavento fu presentata in tutto il mondo durante i tornei di prerelease il 31 maggio 1997.
Nessuna carta del set è stata ristampata da espansioni precedenti.

## Novità
In questo set, contrariamente a quanto avviene di solito, non sono presentate nuove abilità delle carte, vengono invece ulteriormente sviluppate le meccaniche delle espansioni precedenti, come il mantenimento cumulativo, e le abilità Fase e Aggirare.